# Qin Gang

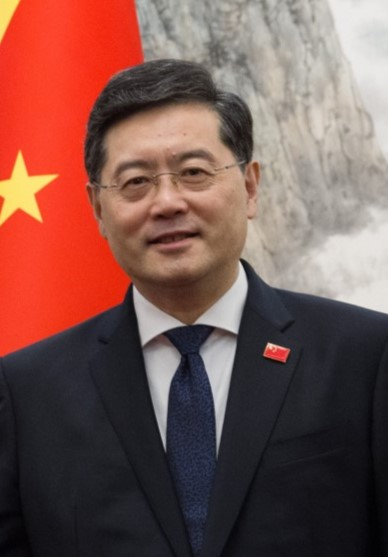
Qin Gang (2023)

Qin Gang (Hebei, 19 maart 1966) is Chinees diplomaat en woordvoerder voor het Ministerie van Buitenlandse Zaken van de Volksrepubliek China. In december 2022 werd hij benoemd tot minister van buitenlandse zaken als opvolger van Wang Yi, die hem in juli 2023 weer verving. Een reden voor het plotselinge aftreden van Qin Gang is niet bekendgemaakt.
Een ander vooraanstaand woordvoerder is Jiang Yu.

## Loopbaan
Qin Gang heeft een bachelordiploma.
Hij werkt meer dan twintig jaar voor het Ministerie van Buitenlandse Zaken, onder andere voor het departement voor West-Europese Zaken en op de ambassade voor het Verenigd Koninkrijk van Groot-Brittannië en Noord-Ierland. 

## Uitspraken
Qin Gang noemde de opstanden in Tibet van 2008 een plan dat met voorbedachten rade was gesmeed door de Dalai-kliek in samenwerking met binnen- en buitenlandse separatisten. In 2008 riep hij de veertiende dalai lama Tenzin Gyatso op dat hij moest erkennen dat Tibet en Taiwan deel uitmaken van de Volksrepubliek China.
Volgens de dalai lama in de documentaire The Dalai Lama: 50 Years After the Fall hebben zowel hij als de Chinese regering een mantra. Zijn mantra is sinds eind jaren 80 voortdurend: "We streven niet naar onafhankelijkheid." De mantra's van de regering zijn voortdurend: "Tibet is onderdeel van China" en "De dalai lama is een afsplitser."